# Rudolf Schmidt (Architekt)

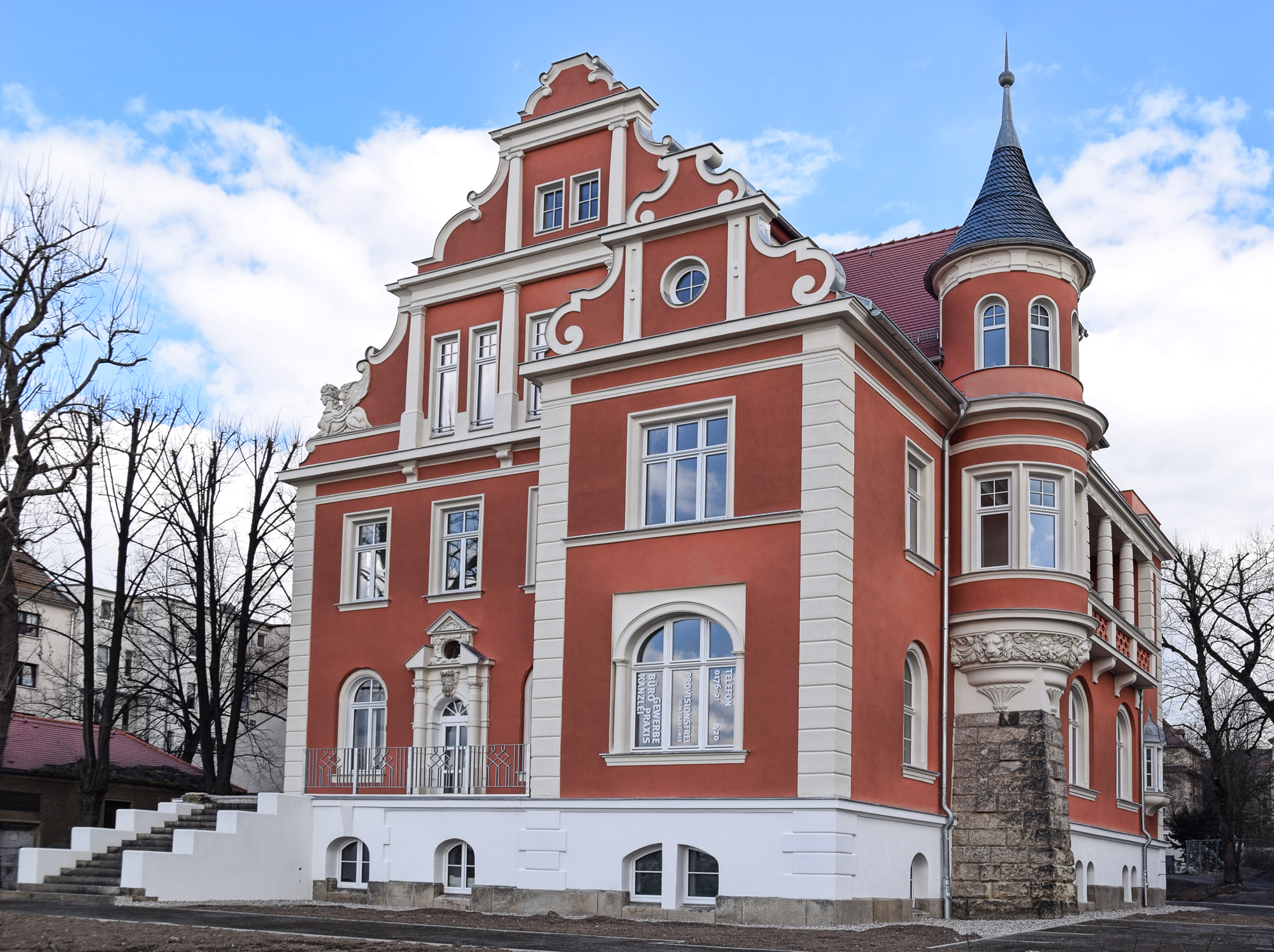
Villa Oeser in Gera, Berliner Straße 40

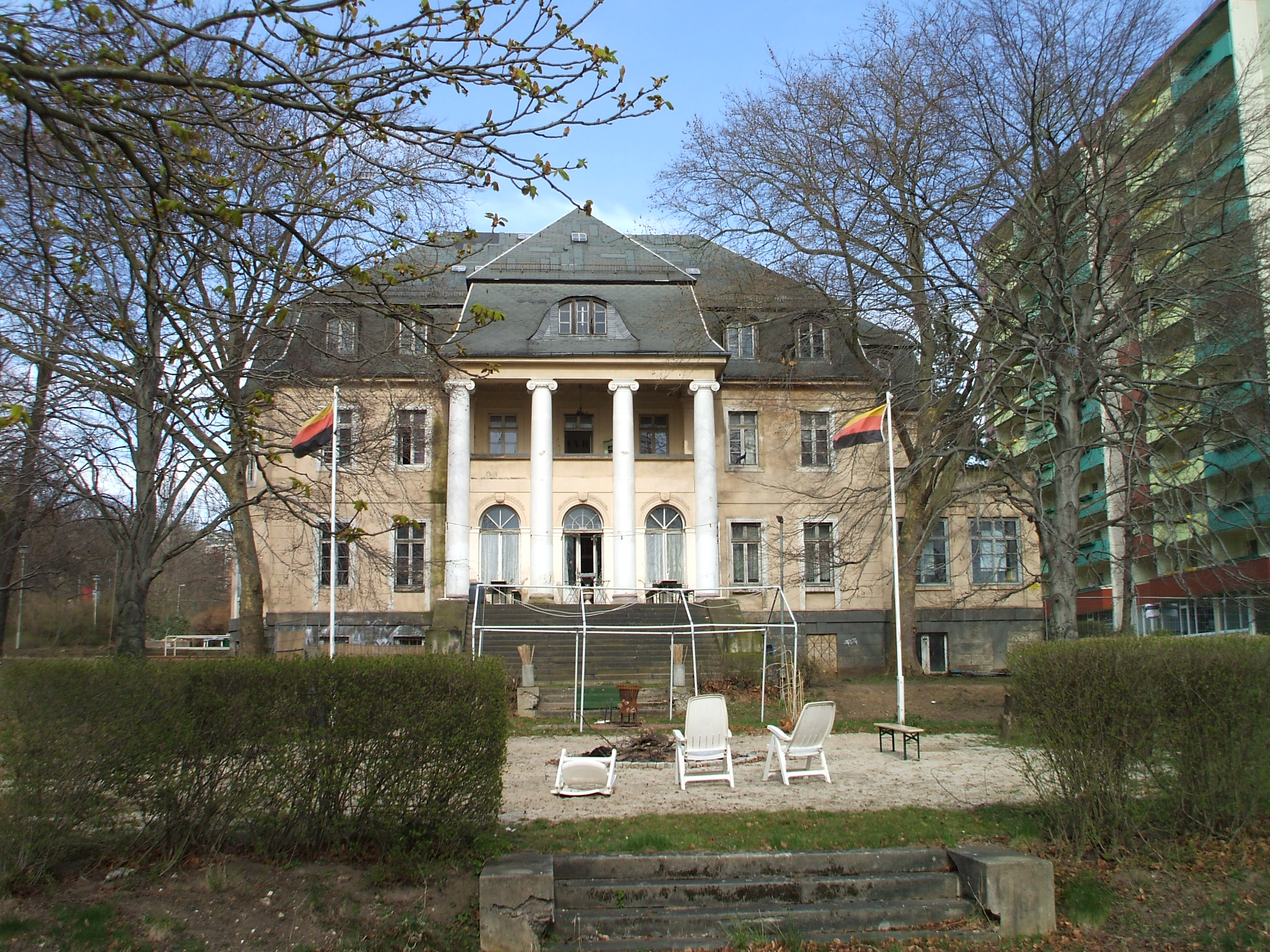
Villa Bardzki in Gera, Julius-Sturm-Straße 2

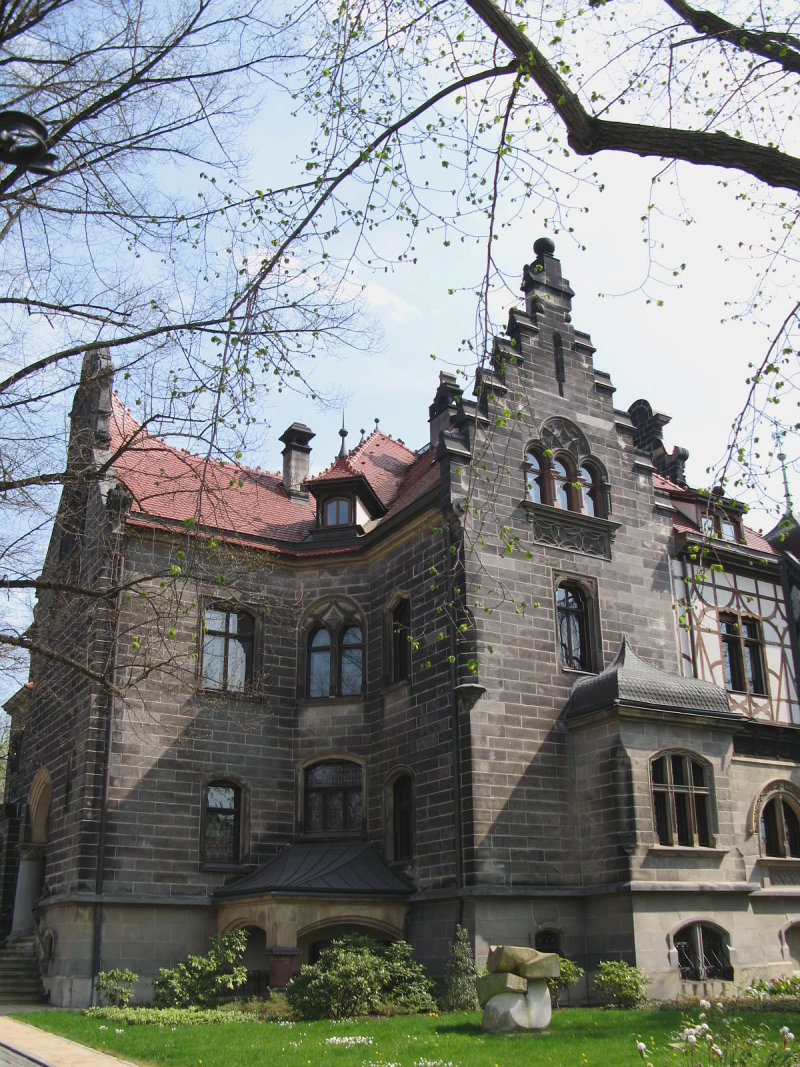
Villa Hirsch in Gera, Hermann-Drechsler-Straße 2

Rudolf Schmidt (* 11. August 1862; † 15. Januar 1945) war ein deutscher Architekt und Baumeister in Gera.
Nach Plänen von Rudolf Schmidt entstanden zu Beginn des 20. Jahrhunderts zahlreiche Geraer Villen (siehe: Villen in Gera) im Stil des Historismus und Eklektizismus. Auch die Planung der zugehörigen Villengärten im landschaftlichen Stil wird ihm zugeschrieben. 

## Bauten
(unvollständig)
- 1891: Villa Schmidt in Gera, Berliner Straße 76
- 1894–1902: Villa Georg Hirsch in Gera-Untermhaus, Hermann-Drechsler-Straße 2, erbaut für Georg Hirsch, Besitzer einer Großfärberei in Gera, saniert 1998, bis 2014 Standort der SRH Fachhochschule für Gesundheit Gera
- 1903: Villa Buschendorf in Gera, Gagarinstraße 34
- 1903–1904: Villa Oeser in Gera, Berliner Straße 40, wird renoviert
- 1905–1910: Villa Jahr in Gera, Tschaikowskistraße 39, erbaut für den Ingenieur und Textilmaschinen-Fabrikanten Walter Moritz Rudolf Jahr, der Garten der Villa Jahr war Bestandteil der Bundesgartenschau 2007 in Gera und Ronneburg
- 1907: Villa Walther Bauer in Gera-Untermhaus, Tobias-Hoppe-Straße 4, erbaut für Walther Bauer (* 1877), Kaufmann und Direktor der Firma Louis Hirsch, zuletzt als Kindergarten genutzt, heute leerstehend
- 1908–1910: Villa Bardzki in Gera-Bieblach, Julius-Sturm Straße 2, erbaut für den Textil-Fabrikanten Stanislas von Bardzki
- 1921: Villa Mazur in Gera, Ebelingstraße 10
- 1906 fertiggestellt: Villa Auerbach mit Kutscherhaus in Saalfeld (Saale), Garnsdorfer Straße 52–54, erbaut für den Schlossermeister und Fabrikanten Robert Auerbach, Inhaber der Werkzeugmaschinenfabrik Auerbach & Scheibe
- Villa von Heyden mit Remise in Rudolstadt, erbaut für den Kammerherrn von Heyden
- 1911: Villa Ens in Rudolstadt, erbaut für den Porzellanfabrikanten Eduard Ens
- 1895: Freiherr-vom-Stein-Allee 22 in Weimar für den Bauunternehmer Karl Paulin
- 1897/98: Freiherr-vom-Stein-Allee 30 in Weimar für die Weimarische Villenbau- und Terraingesellschaft
- 1898/99: Freiherr-vom-Stein-Allee 32 in Weimar für die Weimarische Villenbau- und Terraingesellschaft
- 1901/02: Helmholtzstraße 8 in Weimar für den Bauunternehmer Karl Paulin